# Green Bay (Michigansee)
Koordinaten: 45° 2′ N, 87° 28′ W
Die Green Bay (engl. für ‚Grüne Bucht‘; wird auch Bay of Green Bay genannt, um sie vom Stadtnamen zu unterscheiden) ist eine Bucht im Michigansee.
Sie liegt entlang der Südküste der Oberen Halbinsel von Michigan und an der Ostküste von Wisconsin.
Die Bucht wird vom Hauptsee des Michigansees durch die Door-Halbinsel in Wisconsin, der Garden-Halbinsel in Michigan sowie einer Inselkette zwischen den beiden Halbinseln – alle Bestandteil der Niagara-Schichtstufe – getrennt. Die Green Bay hat eine Länge von 193 km und eine Breite zwischen 16 und 32 km. Die Wasserfläche umfasst 4210 km². Die Bucht ist auch für große Schiffe befahrbar.
Am Südende der Bucht liegt die Stadt Green Bay. Dort mündet der Fox River in den Michigansee. Weitere Zuflüsse der Green Bay sind Menominee River, Peshtigo River, Escanaba River, Ford River, Whitefish River, Sturgeon River, Bark River sowie der Oconto River. 
An die Bucht grenzen folgende Countys: Brown, Door, Kewaunee, Marinette, Oconto (alle Wisconsin) sowie Delta und Menominee (beide Michigan).